# Frøs Pastorat
Frøs Pastorat er et pastorat i Malt Provsti, Ribe Stift.
Pastoratet blev dannet 1. august 2023, består af disse 5 sogne:
- Rødding Sogn
- Sønder Hygum Sogn
- Lintrup Sogn
- Øster Lindet Sogn
- Hjerting Sogn

og disse 5 kirker:
- Rødding Kirke
- Hygum Kirke
- Lintrup Kirke
- Øster Lindet Kirke
- Hjerting Kirke